# Mária Zakariás
Mária Zakariás (* 28. Dezember 1952 in Budapest) ist eine ehemalige ungarische Kanutin.

## Karriere
Mária Zakariás gewann 1973 in Tampere bei den Weltmeisterschaften ihre erste internationale Medaille, als sie im Vierer-Kajak über 500 Meter den zweiten Platz belegte. Im Jahr darauf gelang ihr in Mexiko-Stadt im Zweier-Kajak über dieselbe Distanz der Gewinn der Bronzemedaille. Auch 1975 in Belgrad beendete sie ein WM-Rennen über 500 Meter auf dem dritten Rang, diesmal wieder im Vierer-Kajak.
Mit Éva Rakusz trat Zakariás bei den Olympischen Spielen 1980 in Moskau im Zweier-Kajak auf der 500-Meter-Strecke an. Sie qualifizierten sich als Zweite ihres Vorlaufs hinter Carsta Genäuß und Martina Bischof aus der DDR direkt für den Endlauf, den sie auf dem dritten Platz beendeten. In 1:47,95 Minuten überquerten sie hinter Genäuß und Bischof, die Olympiasiegerinnen wurden, sowie den zweitplatzierten Galina Kreft und Nina Gopowa aus der Sowjetunion die Ziellinie, womit sie die Bronzemedaille gewannen.